# 3812 Lidaksum
3812 Lidaksum è un asteroide della fascia principale del diametro medio di circa 34,09 km. Scoperto nel 1965, presenta un'orbita caratterizzata da un semiasse maggiore pari a 3,1735380 UA e da un'eccentricità di 0,1164241, inclinata di 18,41579° rispetto all'eclittica.